# ドウェイン・エバンス
ドウェイン・エバンス（Dwayne Evans, 1992年1月24日 - ）は、アメリカ合衆国イリノイ州ボーリングブルック出身のプロバスケットボール選手。B.LEAGUEの広島ドラゴンフライズに所属している。ポジションはパワーフォワードまたはスモールフォワード。

## 経歴

### カレッジ
セントルイス大学で4年間プレーし、4年目の2013-14シーズンには平均14.0得点・6.5リバウンドを記録した。

### グラディエーターズ・トリアー
2014年のNBAドラフトでは指名がなかった。1年間バスケから離れた後、2015年にドイツの2部リーグであるプロAのグラディエーターズ・トリアーと契約した。

### バスケットボール・ブンデスリーガ
2016年にバスケットボール・ブンデスリーガのギーセン・46ersと契約した。
2017年にリーセン・ルートヴィヒスブルクと契約した。
2018年にラティオファーム・ウルムと契約した。

### ディナモ・サッサリ
2019年7月23日にレガ・バスケット・セリエAのディナモ・サッサリと契約した。

### 琉球ゴールデンキングス
2020年8月25日にB.LEAGUEの琉球ゴールデンキングスと契約した。
2020-21シーズン終了後、琉球と再契約した。
2021-22シーズンは平均17.1得点・7.1リバウンドを記録し、ベストファイブに選出された。

### 広島ドラゴンフライズ
2022年6月9日に広島ドラゴンフライズと契約した。
2022-23シーズン終了後、広島と再契約した。また、日本への帰化を目指していることも発表した。